# Leon (Film)
Leon ist ein US-amerikanischer Actionfilm aus dem Jahr 1990 von Regisseur Sheldon Lettich. Die Hauptrolle des Legionärs Léon spielt Jean-Claude Van Damme.

## Handlung
Weil sein Bruder in Los Angeles von Drogendealern mit Benzin übergossen und angezündet wurde, flieht der Legionär Léon aus der französischen Fremdenlegion in Dschibuti, um seinem im Sterben liegenden Bruder den letzten Wunsch zu erfüllen. Dieser hatte sich gewünscht, noch ein letztes Mal Léons Gesicht zu sehen. Léon macht sich auf den Weg durch die Wüste, bis er eine Werft an der Küste erreicht, wo er Arbeit an Bord eines Frachtschiffes findet, der in die Vereinigten Staaten fährt. Der Kommandant der Legion, der Léons Ziel kennt, schickt zwei seiner Männer nach Los Angeles, um Léon zu schnappen und ihn vor ein Kriegsgericht zu bringen.
Im New Yorker Hafen angekommen, braucht Léon Geld, um quer durchs Land nach Los Angeles zu reisen. Léon wird auf einen illegalen Straßenkampf aufmerksam, der von Joshua Eldridge organisiert wird. Als Léon einen Gegner unerwartet schnell besiegt, bietet ihm Joshua seine Hilfe bei der Suche nach seinem Bruder an. Joshua ist beeindruckt und bringt Léon zu „Lady“ Cynthia. Sie veranstaltet in Tiefgaragen Kämpfe für die High Society. Cynthia erklärt sich bereit, Léon zu unterstützen, nennt ihn „Löwenherz“ (im englischen Original „Lionheart“) und lässt ihn in einem harten Kampf gegen Sonny antreten – einen Kämpfer, der dafür bekannt ist, seine Gegner zu verhöhnen. Léon besiegt Sonny mit Leichtigkeit. Joshua bittet „Lady“ um einen Gefallen, der die beiden quer durch die Staaten nach Los Angeles bringt.
Als Léon in Los Angeles das Krankenhaus und seinen Bruder findet, ist es jedoch schon zu spät. Sein Bruder ist wenige Tage vorher verstorben und hinterlässt eine Frau mit Kind und einen Berg unbezahlter Rechnungen. Léon macht sich zusammen mit Joshua auf die Suche nach seiner Schwägerin Helen und deren Tochter Nicole, um sie zu unterstützen. Seine Schwägerin lehnt jedoch jede Hilfe von seiner Seite ab. Sie wirft Léon vor, seinen Bruder im Stich gelassen zu haben. Daraufhin entwickeln Léon und Joshua einen Plan, um der Familie ohne deren Wissen dennoch Geld zukommen lassen zu können.
Bei den weiteren organisierten Untergrundkämpfen von „Lady“ macht sich Léon bald einen Namen und verdient sehr viel Geld damit. So lässt er Helen die Gewinne in Form von Schecks zukommen, wobei Joshua behauptet, dass ihr verstorbener Mann vor seinem Tod eine Lebensversicherung abgeschlossen hat.
Léon bemerkt in mehreren Situationen, dass „Lady“ ihn sexuell anziehend findet, doch dieser widersetzt sich konsequent den Annäherungen. Da Léon seinen Gewinn ohne ihr wissen an eine Frau schickt, wird „Lady“ misstrauisch gegenüber Léon und eifersüchtig auf Helen. Sie befiehlt ihren Handlanger Russell, dass er Léon überwachen soll. Auch die beiden Männer der Fremdenlegion, die Léons Spur verfolgen, observieren Helens Wohnung und versuchen schließlich, Léon gefangen zu nehmen. Diese können ihn stellen und verletzen ihn erheblich, indem sie ihm zwei Rippen brechen. Doch durch einen glücklichen Umstand kann Léon erneut entkommen – Russell verhilft ihm zur Flucht. Helen, die den Überfall beobachtet hat, erfährt die Wahrheit über die nicht existierende Versicherungspolice, woraufhin sie auf Léon nicht mehr Böse ist.
Um es Léon heimzuzahlen, arrangiert „Lady“ einen Kampf mit dem übermächtigen Attila, der zuerst mit seinen Gegnern spielt, um sie dann brutal zu vernichten. Mit einem präparierten Videoband von Attila überredet sie Léon, gegen ihn anzutreten und potente Geldgeber zu riskanten Wetten auf den Ausgang des Kampfes, wobei Léon dabei genug Geld verdienen soll, um seine Existenz und das seiner Familie in jederlei Hinsicht zu sichern. Attila bemerkt während des Kampfes Léons Verletzung schnell und versucht, ihn durch harte Schläge auf die gebrochenen Rippen zum Aufgeben zu zwingen. Joshua versucht ebenfalls, Léon zur Aufgabe zu überreden, da er glaubt, dass Attila zu stark für ihn sei. Durch diesen Appell Joshuas wird Léons Kampfgeist wieder geweckt, und es gelingt ihm letztlich, Attila zu besiegen.
Die „Lady“ ist wegen des Kampfes ruiniert, weil sie ihr Geld auf Attila gesetzt hatte und den Geldgebern, die auf Léon gesetzt hatten, und Léon ihr gewonnenes Geld zahlen muss. Währenddessen erfahren die Legionäre, die Léon wieder zurück in die Fremdenlegion bringen sollen, von Léons Schicksal und dem der Familie. Aus Mitgefühl lassen sie ihn frei. Léon kehrt zu Helen, Nicole und Joshua zurück, wobei die Zukunft aller durch seinen Sieg langfristig gesichert ist.

## Hintergrund
- Für den Film wurden stellenweise echte Streetfighter als Gegner für van Damme ausgewählt.
- Es gibt zwei Filmfassungen: eine FSK-16 und eine ungekürzte, ehemals indizierte Version FSK-18. Die deutsche FSK-18 VHS wurde in zwei Einstellungen zu Beginn leicht gekürzt und war bis Dezember 2014 indiziert. Nach einer Neuprüfung der FSK wurde er ungekürzt ab 18 Jahren freigegeben. Die deutschsprachige TV-Fassung wurde zudem neu synchronisiert.
- Im englischen Original heißt der Film Lionheart (zu deutsch Löwenherz). Dort heißt Van Damme auch Lyon und nicht Léon, was die Herleitung zu Lion (Löwe) und Lionheart erklärt. In der deutschen Synchronisation wird er zwar Löwenherz genannt, die Herleitung von Léon geht aber verloren.

## Rezeption

### Einspielergebnisse
Die Produktionskosten des Films werden auf 6 Millionen US-Dollar beziffert. Die Einnahmen des Films in den USA und Kanada belaufen sich auf rund 24,1 Millionen US-Dollar. Am Eröffnungswochenende konnte der Film über 7 Millionen US-Dollar einnehmen und belegte nach Kevin – Allein zu Haus und Zeit des Erwachens den dritten Platz der US-Kinocharts. In Deutschland konnten 632.981 Kinokarten abgesetzt und Einnahmen in Höhe von 2.745.637 Euro vermeldet werden.

### Kritik
Der Film wurde von den Kritikern vorwiegend negativ aufgenommen. Das Filmkritik-Portal Rotten Tomatoes gibt für den Film 39 % positive Rezensionen an, basierend auf 18 Kritiken. Bei Metacritic konnte ein Metascore von 41, basierend auf 10 Kritiken, erzielt werden. Eine von CinemaScore vorgenommene Umfrage unter US-amerikanischen Kinobesuchern kam zu dem Ergebnis, dass die Zuschauer dem Film eine Durchschnittsnote von B+ vergaben, was der deutschen Schulnote 2+ bzw. voll gut entspricht.

„Mit Elementen der Soap-Opera durchsetzte Story als Vehikel für die blutigen Kickbox-Einlagen des Muskelstars Jean-Claude Van Damme.“

„Ganz auf den Hauptdarsteller zugeschnittener, tumber Action-Film, der immerhin mit einigen guten Martial Arts-Sequenzen aufwarten kann. Das war’s auch schon. Nur für eingefleischte Van-Damme-Fans!“